# Biserica Buna Vestire din Chișinău
Biserica Buna Vestire este un lăcaș de cult și monument de arhitectură de însemnătate națională, introdus în Registrul monumentelor de istorie și cultură din municipiul Chișinău.
Biserica a fost ridicată în 1807-1810. Posedă caracteristicile arhitecturii bisericilor ieșene din secolul al XVIII-lea, cu influențe clasiciste în decorul plastic.
Este o biserică cu planul alcătuit tradițional din trei compartimente: naos, absoda altarului și pronaos, la care a fost adăugat un pridvor exterior. Decorația plastică este tributară clasicismului – cornișă cu denticule, friză ancadramente.

## Galerie de imagini

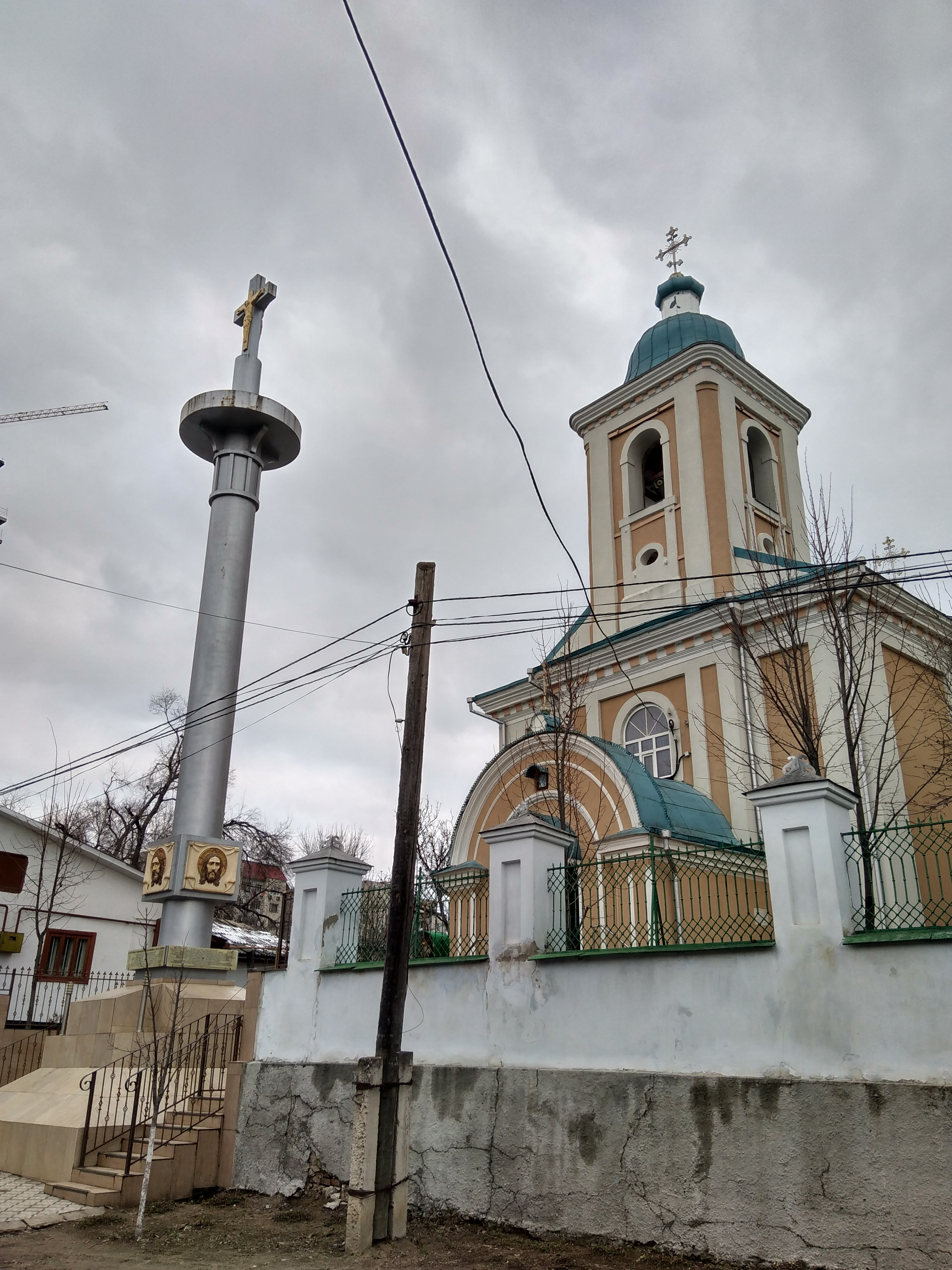
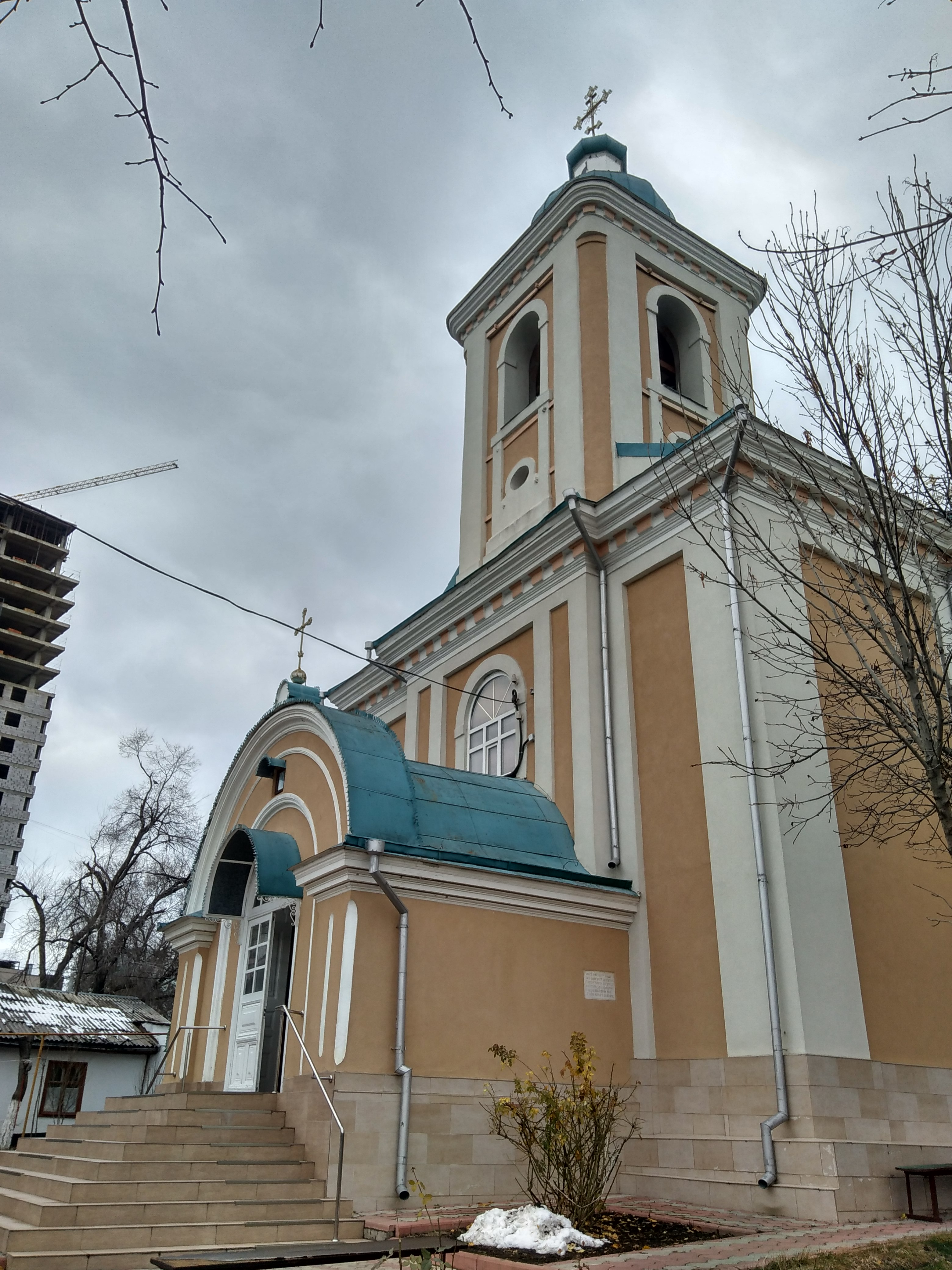
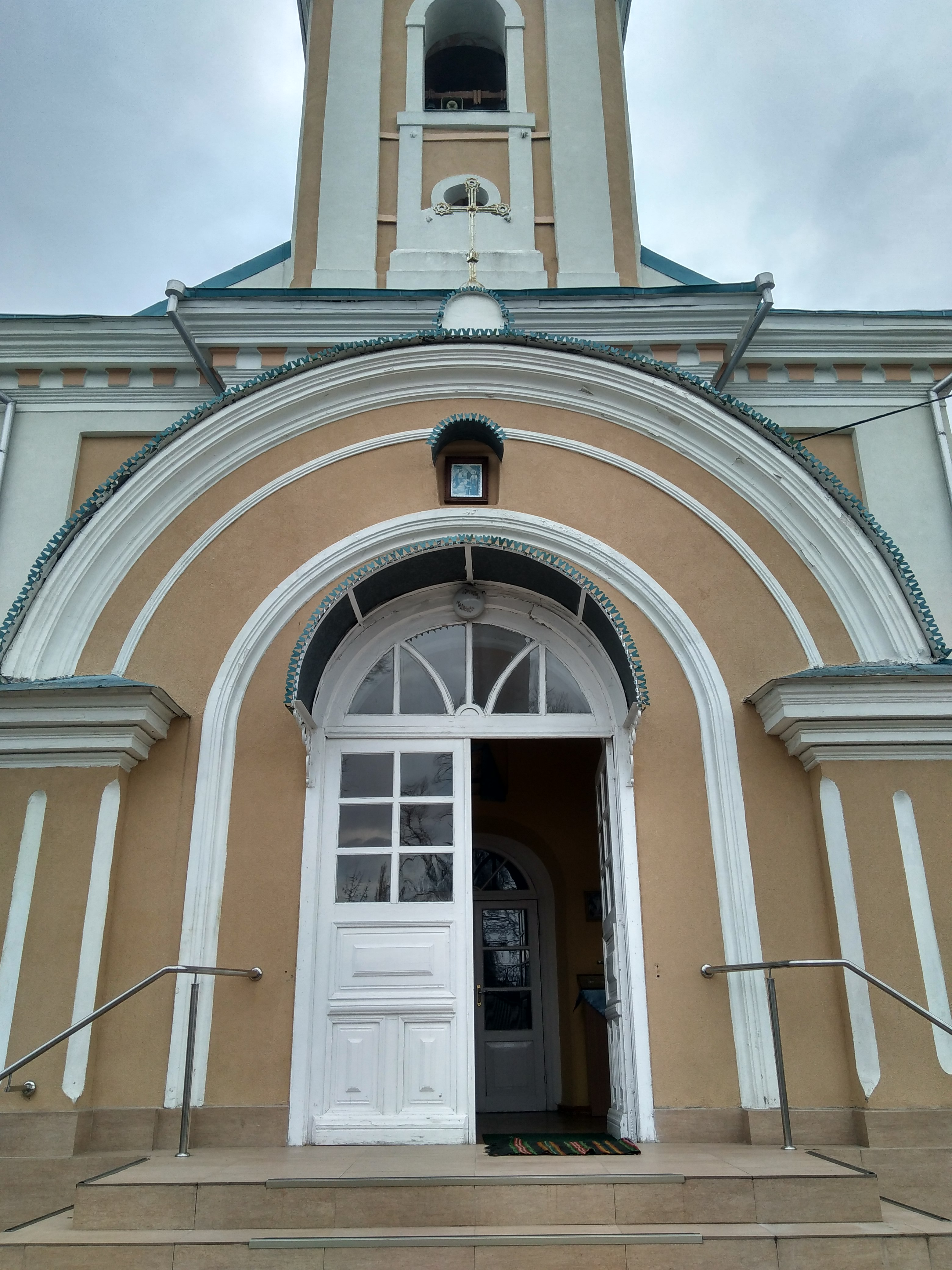
Intrarea
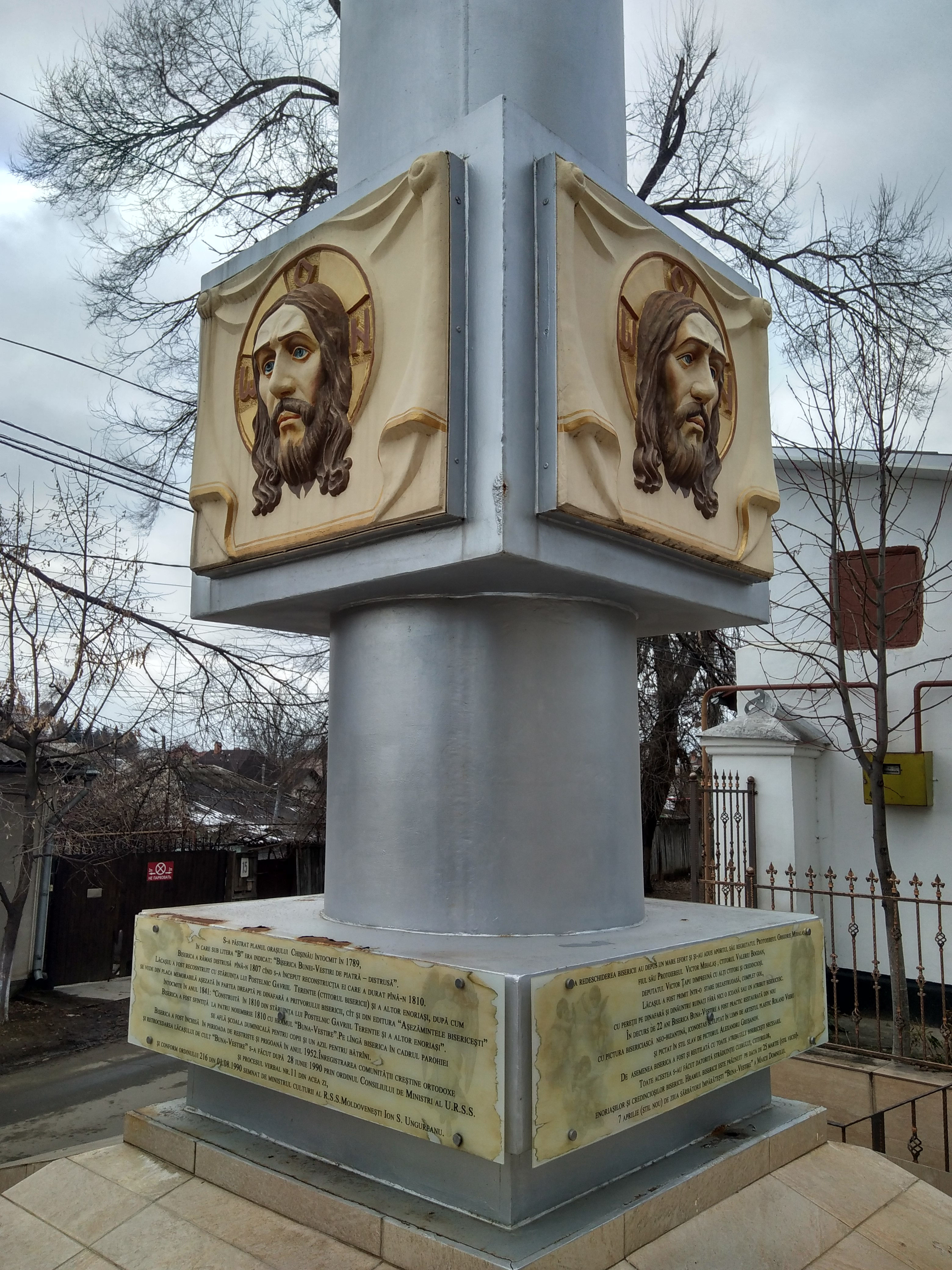
În fața intrării
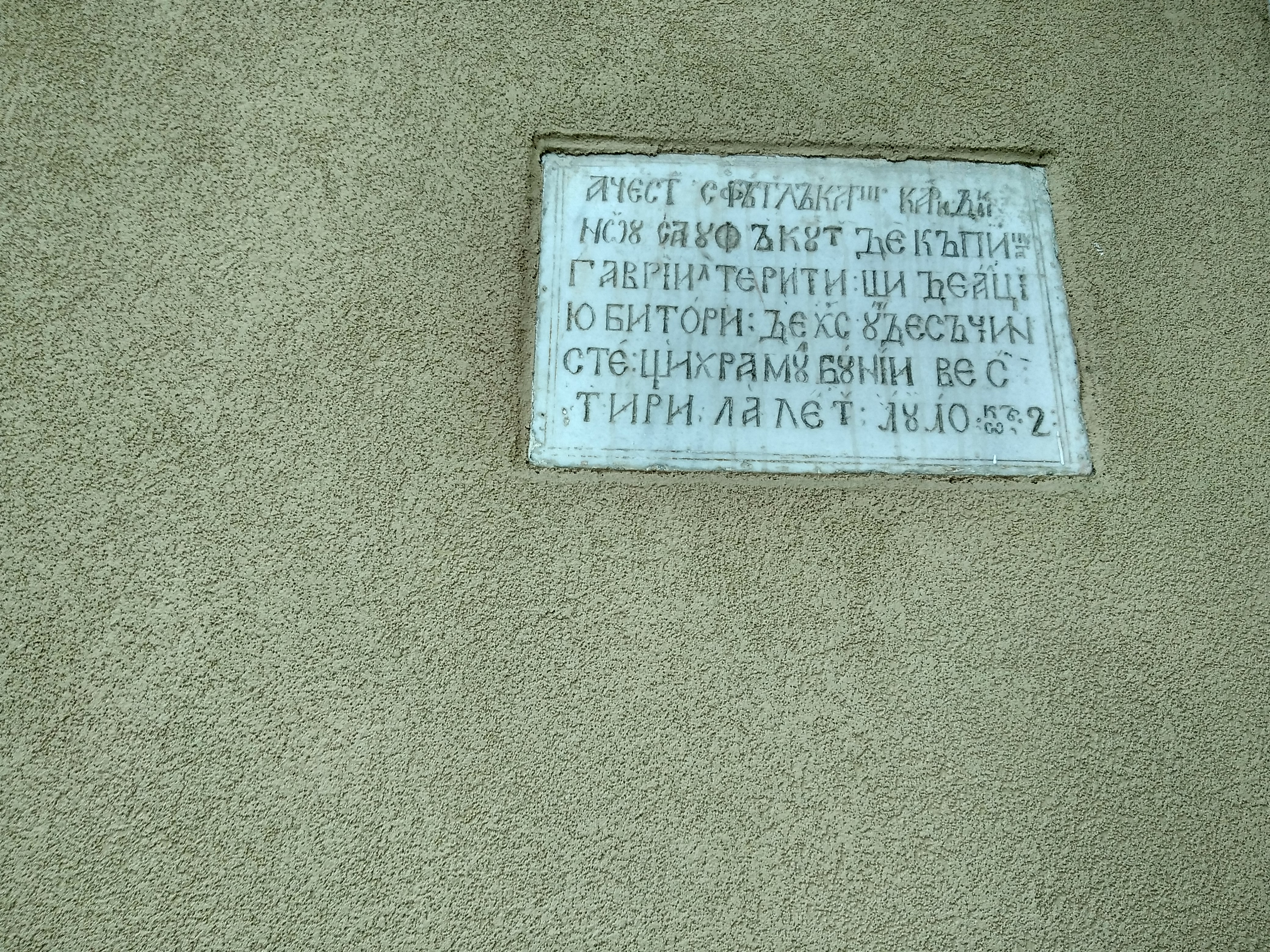
Placă din 1810